# Piero Zanotto
Piero Zanotto (Venezia, 15 agosto 1929 – Venezia, 16 maggio 2016) è stato un fumettista, giornalista e scrittore italiano.

## Biografia
Divenne giornalista e collaborò con quotidiani e periodici come critico cinematografico; scrisse vari libri sul cinema e dal 1977 al 1986 fu anche direttore del Filmfestival montagna esplorazione di Trento. Durante gli anni sessanta studiò l'arte dei fumetti e dell'animazione scrivendo numerosi saggi e articoli per varie riviste italiane come Rivista del cinematografo, Linus, Sipra e Sipradue, oltre a curare varie mostre e i relativi cataloghi.
Negli anni settanta incominciò a scrivere sceneggiature per fumetti come Barabba, Cucciolo, Tiramolla e Nonna Abelarda, disegnati da autori come Luciano Capitanio, Tito Marchioro, Dino Battaglia, Alarico Gattia, Otello Scarpelli, Sergio Toppi, Giorgio Trevisan, Paolo Ongaro, Attilio Micheluzzi; con il disegnatore Paolo Piffarerio realizzò la serie I nizioleti, pubblicata dal 1994 al 2002 sul quotidiano Il Gazzettino, che venne poi raccolta in volume nel 2012.
La sua opera "Pinocchio nel mondo" è citata in una vignetta della storia a fumetti " Topolino e il mistero della voce spezzata" disegnata da Giorgio Cavazzano e pubblicata nel 1991 su Topolino n° 1834.

## Opere
- L'impero di Walt Disney (Radar, 1966)
- Disegni e pupazzi animati di ieri e di oggi (Ente dello spettacolo, 1966)
- La fantascienza (Radar, 1967)
- I disegni animati (Radar, 1968)
- L'Italia di cartone (Liviana, 1973, scritto insieme a Fiorello Zangrando)
- Il giallo a fumetti (Milano Libri, 1976)
- Il grande libro del fumetto (San Paolo, 1988).
- Pinocchio nel mondo (San Paolo, 1990)
- Fumetto a Nordest (2015)
- I nizioleti raccontano. ("Biblioteca de Il Gazzettino", 4 volumi, 2012, con Paolo Piffarerio)